# Relations entre l'ASEAN et l'Union européenne
Les relations entre l'Association des nations de l'Asie du Sud-Est (ASEAN) et l'Union européenne sont les relations bilatérales entre les deux organisations qui se sont développées dans les domaines économiques, commerciaux et politiques pendant plus de quatre ans. Le partenariat entre l'Union et l'ASEAN remonte à 1972 quand l'Union (alors appelée Communauté économique européenne) devint le premier partenaire officiel de l'ASEAN.
Les relations entre les deux régions se sont étendues et développées progressivement dans ces domaines ainsi que dans le domaine culturel. Le dialogue entre les deux régions a été amélioré par de nombreuses réunions techniques et par des réunions ministérielles deux fois par an. Dans le passé, la plupart des relations entre l'Europe et l'Asie du sud-est s'était concentrée dans le domaine du développement. La coopération entre les deux organisations portait dans un premier temps sur les problèmes régionaux et internationaux, puis dans un second temps sur la gestion des risques non traditionnels et sur le soutien à l'intégration régionale.

## Historique
Les premiers contacts officiels entre l'ASEAN et les Communautés européennes ont eu lieu en 1971 à l'initiative de l'Indonésie.
Dès 1978, un dialogue politique fut entamé entre les deux partenaires. Ce dialogue fut institutionnalisé par la signature, en mars 1980, d'un accord de coopération ASEAN-CEE.
La 16e réunion ministérielle, qui eut lieu en 2007, marqua, selon Laurence Vandewalle, une chercheuse de la direction générale pour les politiques extérieures du Parlement européen, une étape importante dans les relations entre ces deux organisations. C'est lors de cette réunion que la déclaration de Nuremberg sur un partenariat approfondi entre l'UE et l'ASEAN fut adopté, promouvant la coopération en terme politique, sécuritaire, économique, etc. Cet accord fait suite à la coopération réussie entre les deux organisations dans le cadre de la mission de surveillance de l'Union européenne à Aceh.

## Problématiques
Les divergences entre le régionalisme européen et celui d'Asie dépassent leurs similitudes. En effet, alors que l'Union européenne est plus inclusive, contrairement à l'ASEAN qui n'a pas intégré tous les États du sud-est asiatiques.

## Dialogue Europe - Asie
L'Asia-Europe Meeting (ASEM) est une rencontre réunissant les États et organisations régionales d'Europe et de l'Union européenne, de la Communauté des États indépendants, de l'Asie-Pacifique et de l'Association des nations de l'Asie du Sud-Est et du sous-continent indien. Les discussions s'orientent autour de trois « piliers » : politique, économique et financier et autres coopérations (éducation, santé, emploi, environnement, science et technologies, culture, contacts entre sociétés civiles).

## Sources

## Compléments